# Metropolitan Bank and Trust Company
Metropolitan Bank and Trust Company (Metrobank) est une banque philippine fondée en 1962 à Manille. Il a son siège à Makati.